# Chiel Meijering
Chiel Meijering (eigenlijk: Michael Maria Meijering) (Amsterdam, 15 juni 1954) is een Nederlandse componist. Hij componeert relatief toegankelijke muziek in beknopte formaten, zodat zijn werk aan popmuziek doet denken. Hij plaatst zich grotendeels buiten de traditie van de Nederlandse "serieuze" muziek.

## Levensloop
Meijering ging na het doorlopen van de middelbare school naar het Sweelinck Conservatorium in zijn geboortestad, waar hij compositie, piano en slagwerk ging studeren en bekwaamde zich als autodidact op de gitaar. Compositie had hij van Ton de Leeuw. Vanaf ca. 1974 begon hij een aanzienlijke stroom werken af te leveren - in tegenstelling tot de meeste moderne componisten schrijft Meijering tientallen stukken per jaar. 
Het voornaamste stijlkenmerk dat Meijering hanteert is dat er geen enkele stijl overheerst: de inhoud doet afwisselend denken aan popmuziek, jazz, avant-garde, klassieke muziek en verscheidene soorten wereldmuziek. Zijn stukken houdt hij kort van duur, omdat zijn filosofie is dat de concentratieboog van luisteraars volgens patronen van ongeveer 2 à 3 minuten verloopt. Een uitzondering is de drie uur durende opera De laatste dagen van de mensheid uit 1988, waarin ongeveer anderhalf uur muziek is verwerkt.
Tot zijn bekendste werken behoren I like rats but I don't like Haydn, voor saxofoonkwartet, de Girlsss-collection voor het Mondriaanstrijkkwartet en met de Alzheimeropera brak hij in 2006 ook voor een groter theaterpubliek door. Relatief veel van zijn werk is op cd vastgelegd. De meeste van zijn werken zijn uitgegeven bij Donemus, veel blokfluitwerken bij Tre Fontane in Duitsland. Op SoundCloud staan een aantal werken die beluisterd kunnen worden en ook op YouTube staat menig werk.

## Composities

### Werken voor orkest
- Bedouin-caravan in the desert
- De geur blijft hangen, voor drie gitaren en orkest
- Hypomania, voor groot orkest
- Mogadon, voor orkest
- Neigingen, concert voor viool en orkest
- The end of a specimen
- Moondrops

### Werken voor harmonie- en fanfareorkest
- 1988 - Pelvic Rigidities
- 2009 - Nightrunner (harmonieorkest) 9'30 NP
- 2009 - Jungle-Pixie (harmonieorkest) 9'00 NP
- 2009 - Hymne (harmonieorkest) 6'08 Donemus
- 2009 - Dances from the North (musikkapelle-harmonieorkest) 10'44 NP
- 2009 - Racing Hearts, voor harmonieorkest
- 2009 - Slumdog (musikkapelle-harmonieorkest) 11'00 NP
- 2009 - Tinkler Bells (musikkapelle-harmonieorkest) 10'40 NP
- 2009 - Pow Wow (musikkapelle-harmonieorkest) 9'20 NP
- 2009 - Voices" of the Air (musikkapelle-harmonieorkest) 11'30 NP
- 2009 - La-la-la (musikkapelle-harmonieorkest) 9'12 NP
- 2011 - Rambone (12'03) tromboneconcert for brassband + trombone + harp
- Action Hero, voor fanfareorkest
- Boom Boom, voor harmonieorkest
- Electric-blue, voor harmonieorkest
- Escape from Deathstar, voor fanfareorkest
- Fall out, voor harmonieorkest
- Het pijporgel, voor fluit en harmonieorkest
- Infiltration M, voor harmonieorkest (ook voor fanfareorkest)
- Macho, voor harmonieorkest
- Memorial, voor fanfareorkest
- Tut-Ankh Amen's Tomb "In memoriam Frank Zappa", voor groot harmonieorkest
- Woodland of gold (harmonieorkest) 9'00 NP

### Muziektheater

#### Opera's
- 1988 - De laatste dagen van de mensheid, opera naar Karl Kraus (libretto Maarten Vonder),[1]  (bezetting: 16 solisten, koor, kamerorkest, 2 piano's en popgroep)
- 2006 - Alzheimer-opera
- 2008 - Kwali Kuna / De Keizer is knetter voor Holland Opera
- 2009 - Grenspost Zinnenwald, première in april 2009
- 2010 - Blauwbaard for hobo, strings and 5 solovoices voor Holland Opera
- 2011 - The Tempest (combined with music from Purcell) voor Holland Opera
- 4 Little Girls on a play by Picaaso, for symphony orchestra and 4 female singers
- St. Louis Blues, opera voor zeven solisten en orkest de ereprijs

#### Ballet
- 1987 - Ballet Buigen of barsten, zesdelige suite (Van Dantzig/Van Schayk)

#### Toneelmuziek
- 1986 - Toneelmuziek voor Goethes Urfaust, (uitv. ATO/Handke-Weissgezelschap Amsterdam)

### Vocale muziek

#### Werken voor koor
- 2004 - Geschreven in het teken des kruizes, voor koor en orkest - tekst: Jules Deelder
- 2006 - Ereprijs in haar keel, voor koor en orkest
- Ahnung des Endes (viola-concerto), voor koor en orkest

#### Werken voor zang en orkest
- 2008 - Ereprijs in haar keel, voor sopraan en orkest (geschreven voor orkest de ereprijs)
- 2008 - Boogloze Boogpees, voor sopraan en orkest
- 2011 - Baal